# Ałtajskoje
Ałtajskoje (ros. Алтайское) – wieś na terenie wchodzącego w skład Rosji syberyjskiego Kraju Ałtajskiego.
Miejscowość położona jest ok. 250 km od Barnauła, liczy ok. 14 tys. mieszkańców i jest ośrodkiem administracyjnym rejonu ałtajskiego.